# Creston (Iowa)
Creston – miasto w Stanach Zjednoczonych, w stanie Iowa, w hrabstwie Union.

## Demografia
Zgodnie ze spisem statystycznym z 2000 roku, miasto liczyło 7597 mieszkańców. W 2023 roku liczba mieszkańców spadła nieznacznie do 7392 osób, a gęstość zaludnienia poniżej 556 osób/km².